# Aurelio Luini

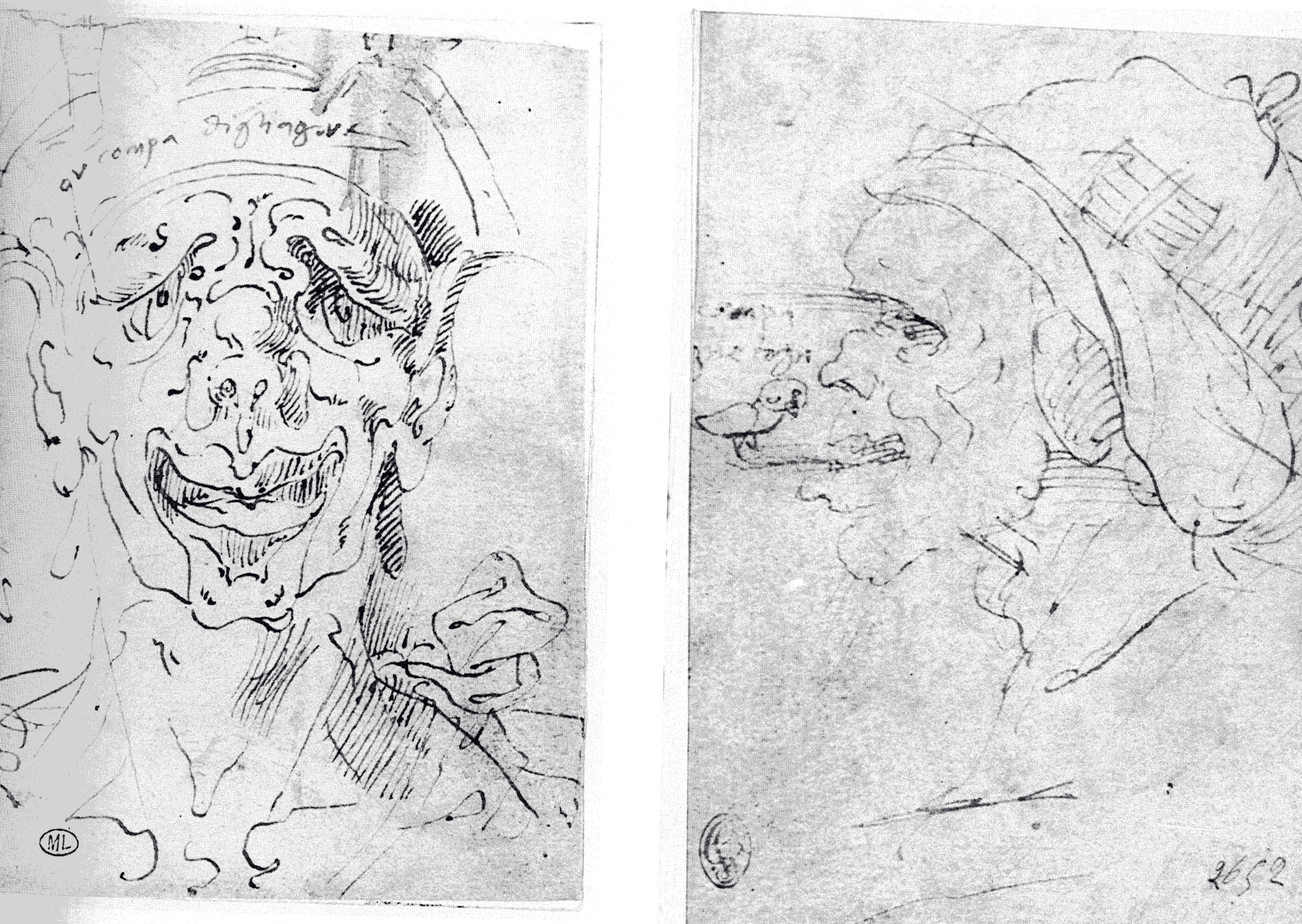
Ol compà Digliagòr e Ol compà Braghetògn, duas caricaturas

Aurelio Luini (1530 - 1592) foi um pintor italiano de Milão, filho de Bernardino Luini e um representante do Maneirismo lombardo tardio. Ele também era amigo de Gian Paolo Lomazzo.
Junto com seus irmãos, ele herdou de seu pai a tarefa de executar os afrescos da Igreja de San Maurizio al Monastero Maggiore, em Milão. Outros trabalhos incluem afrescos na Igreja de Santa Maria di Campagna, em Pallanza, perto de Verbania (junto com Carlo Urbino), afrescos para a Igreja de San Vincenzo alle Monache (agora na Pinacoteca de Brera) e uma San Tecla para a Catedral de Milão.